# 工农路站
工农路站是徐州地铁1号线的地铁站，位于中华人民共和国江苏省徐州市泉山区淮海西路与工农北路交叉口，于2019年9月28日开通。

## 车站结构
工农路站沿淮海西路东西设置，为地下二层岛式站台车站，车站长192米，标准段宽18.3米，车站地下一层为站厅层，地下二层为站台层，站台设置全高站台门。
| 地面              | 出入口 | 2、3出入口                                                                                                |
| 地下一层          | 站厅   | 客服中心、自动售票机、验票机                                                                              |
| 地下二层          | 站台   | \| \| \| █ 1号线往路窝（韩山） \| \| 島式 · 開左邊车门 \| \| \| \| \| \| █ 1号线往徐州东站（人民广场） \| |
|                   |        | █ 1号线往路窝（韩山）                                                                                     |
| 島式 · 開左邊车门 |        | |
|                   |        | █ 1号线往徐州东站（人民广场）                                                                             |

## 车站出口
工农路站目前开放3个出入口，其中4号口仅无障碍电梯开放，各出口及周围设施如下所示：
| 出口编号            | 照片 | 出口指示         | 建议前往的目的地 |
| ------------------- | ---- | ---------------- | ---------------- |
| 2 · 出口            |      | 淮海西路（南侧） | 榴园小区         |
| 3 · 出口            |      | 淮海西路（北侧） | 段庄新村         |
| 4 · 出口 · （设有） |      | 淮海西路（北侧） | 小康人家         |
| 图例： 设有         |      |                  |                  |

## 接驳交通

### 公交车
- 徐医附院西院：15路、35路
- 段南新村(工农南路)：49路、58路、70路、74路、76路、82路
- 小康人家：8路、74路、82路

## 车站历史
车站建设时期工程名为工农北路站，开通前确定以工农路站作为车站正式名称。
- 2017年3月25日，车站主体结构封顶[2]。
- 2019年9月28日，车站随1号线一期通车开通[1]。